# Lont

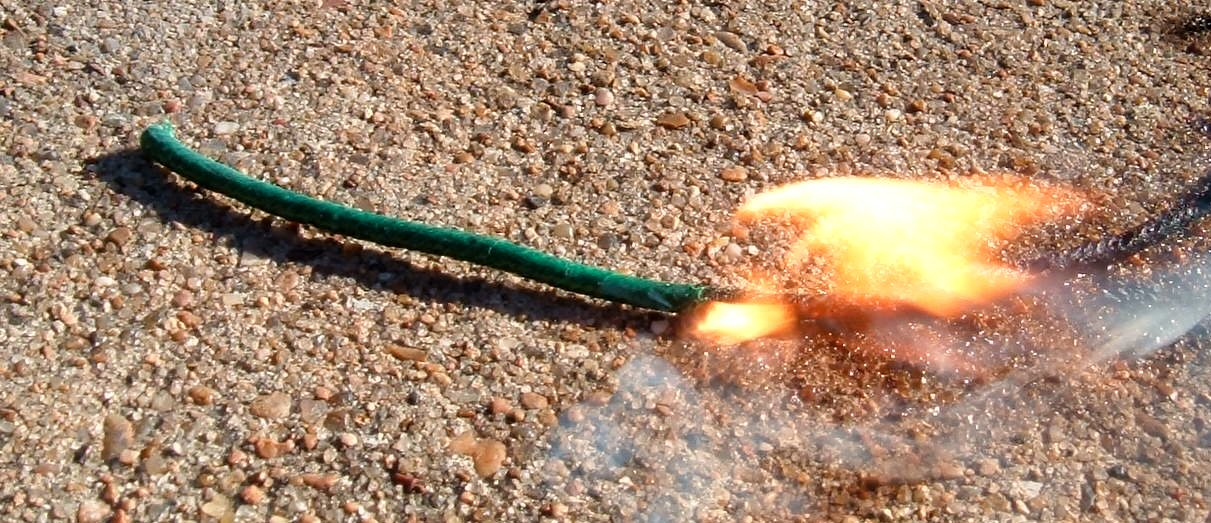
Palący się lont

Lont – przewód służący do zdalnego lub opóźnionego odpalenia ładunku wybuchowego lub pirotechnicznego przy pomocy ognia.

## Charakterystyka
Historycznie lont wykonywano ze sznura konopnego, gotowanego kilka dni w mieszaninie wapna, nawozu końskiego, popiołu i saletry. Po wysuszeniu, sznur taki, zapalony, żarzył się powoli i służył do odpalania broni przez podpalenie prochu na panewce. Cienki lont muszkieterski używano do broni z zamkiem lontowym, a gruby na ok. 10 mm lont artyleryjski, cięty na 2-3 metrowe odcinki, służył do odpalania armat.
Współczesne lonty to sznury z rdzeniem z materiału wybuchowego lub materiału pirotechnicznego. W uproszczonej formie wykonywany dawnym sposobem przez nasycanie sznurka z włókna naturalnego lub papieru chemikaliami. Obecnie jednymi z najpowszechniej stosowanych lontów w pirotechnice są lonty typu Visco.

## Typy
Wyróżnia się: 
- lont detonujący (wybuchowy lub sznur detonujący)
- lont wolnopalny (prochowy)
- lont wolnotlący (knot)